# 152 (số)
152 (một trăm năm mươi hai) là một số tự nhiên ngay sau 151 và ngay trước 153.